# Le Régiment de Hull (RCAC)
Le Régiment de Hull (RCAC), plus souvent appelé simplement Le Régiment de Hull, est un régiment blindé de la Première réserve de l'Armée canadienne des Forces armées canadiennes. Il est stationné dans le manège militaire Salaberry à Gatineau au Québec qui est reconnu comme monument historique. Il s'agit de la seule unité militaire francophone dans la région de la capitale nationale.

## Histoire

### Création du régiment
L'histoire du Régiment de Hull commença avec la création d'un bataillon d'infanterie à Hull le 7 août 1914. Celui-ci fut nommé 70th Regiment, littéralement le « 70e Régiment », le 15 octobre 1914.

### Première Guerre mondiale

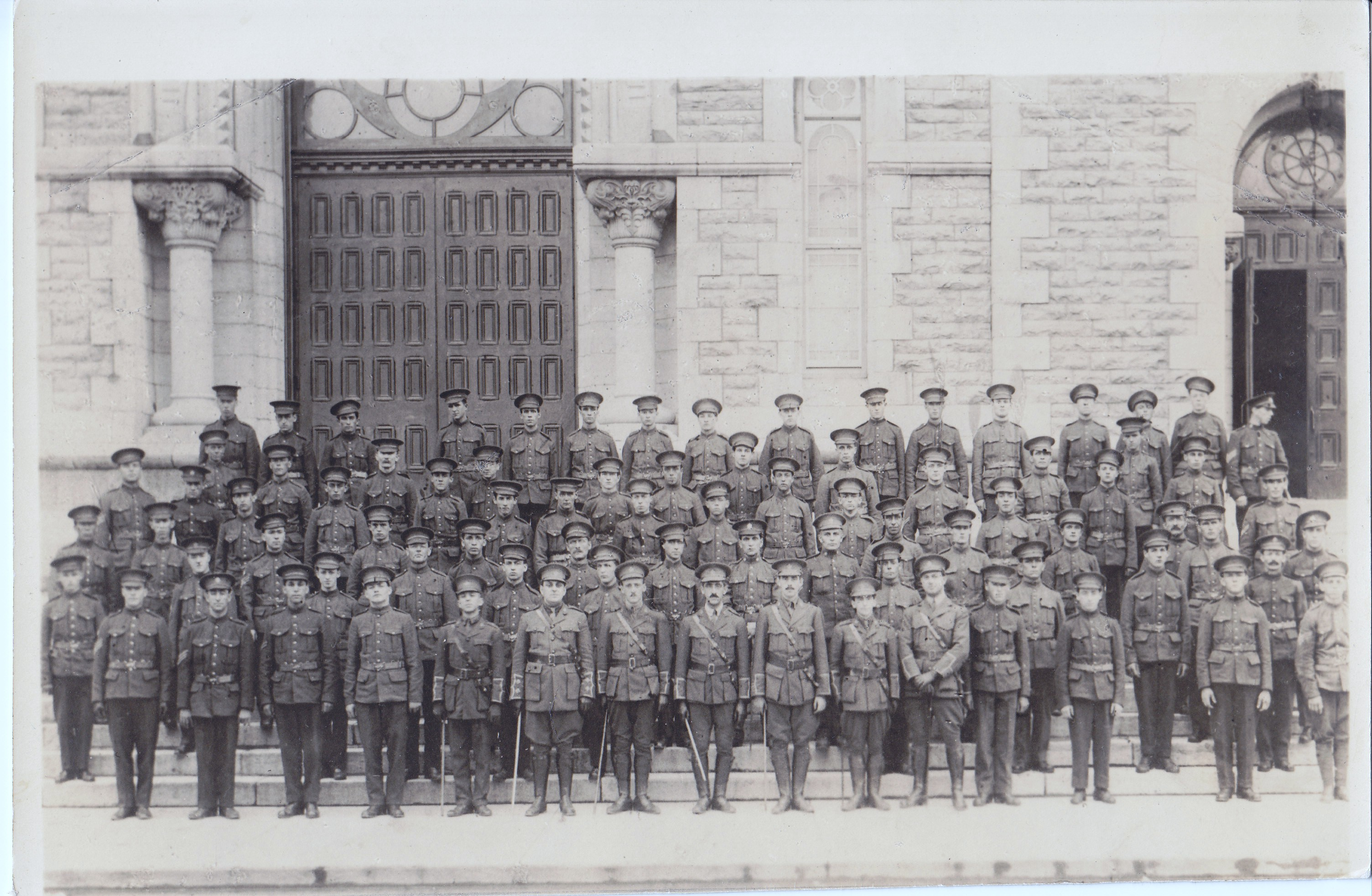
Les membres du Régiment de Hull vers 1922 sur les marches de la cathédrale de Hull

Le 230th "Overseas" Battalion, CEF, littéralement le « 230e "Outremers" Bataillon, CEF », fut créé le 15 juillet 1916. Il fut renommé en 230th "Overseas" Canadian Forestry Battalion, CEF, littéralement le « 230e "Outremers" Bataillon de foresterie canadien », le 25 mai 1916. Il s'embarqua pour la Grande-Bretagne en trois détachements qui partirent respectivement le 3 mai, le 2 juin et le 25 juin 1917. En mars 1917, son personnel fut transféré au Canadian Forestry Corps, CEF et il fut dissous le 27 juillet 1918. De plus, plusieurs volontaires du régiment servirent au sein de divers bataillons tels que le 22e Bataillon canadien-français qui deviendra le Royal 22e Régiment.

### Seconde Guerre mondiale
Des détachements du Régiment de Hull furent mobilisés dès le 26 août 1939 et mis en service actif en tant que Le Régiment de Hull, CASF, (Details) où « CASF » est l'abréviation pour Canadian Active Service Force (la « Force de service actif canadienne ») le 1er septembre 1939 avant même la déclaration de guerre contre l'Allemagne du Canada effectuée le 10 septembre suivant. Ces détachements servaient à monter la garde à des points jugés vulnérables localement. Ceux-ci furent dissous le 31 décembre 1940.

L'invasion de Kiska

Le Régiment de Hull mobilisa le 1st Battalion, Le Régiment de Hull, CASF, littéralement le « 1er Bataillon, Le Régiment de Hull, CASF », pour le service actif le 29 juillet 1941 et le bataillon de réserve formant le régiment fut nommé 2nd (Reserve) Battalion, Le Régiment de Hull, littéralement le « 2e (Réserve) Bataillon, Le Régiment de Hull ». Le bataillon en service actif fut envoyé à Nanaimo en Colombie-Britannique la même année où il sert à la défense territoriale de la région du Pacifique. Dans ce cadre, il participa notamment à la campagne des îles Aléoutiennes sur l'île de Kiska dans les îles Aléoutiennes en Alaska en tant que composante du 13e Groupe brigade d'infanterie canadienne du 16 août 1943 au 6 janvier 1944. Cependant, les Japonais avaient déjà abandonné l'île auparavant. Le 1er novembre 1944, il est renommé en 4th Canadian Infantry Training Battalion, Type B (Le Régiment de Hull), CASF, littéralement le « 4e Bataillon d'entraînement d'infanterie canadien, Type B (Le Régiment de Hull), CASF ». Le 25 mai 1944, le bataillon fut envoyé en Grande-Bretagne où il servit jusqu'à sa dissolution le 18 septembre 1945. Au même moment, le bataillon de réserve formant le régiment réadopta le nom de Le Régiment de Hull.

### Histoire récente (depuis 1946)

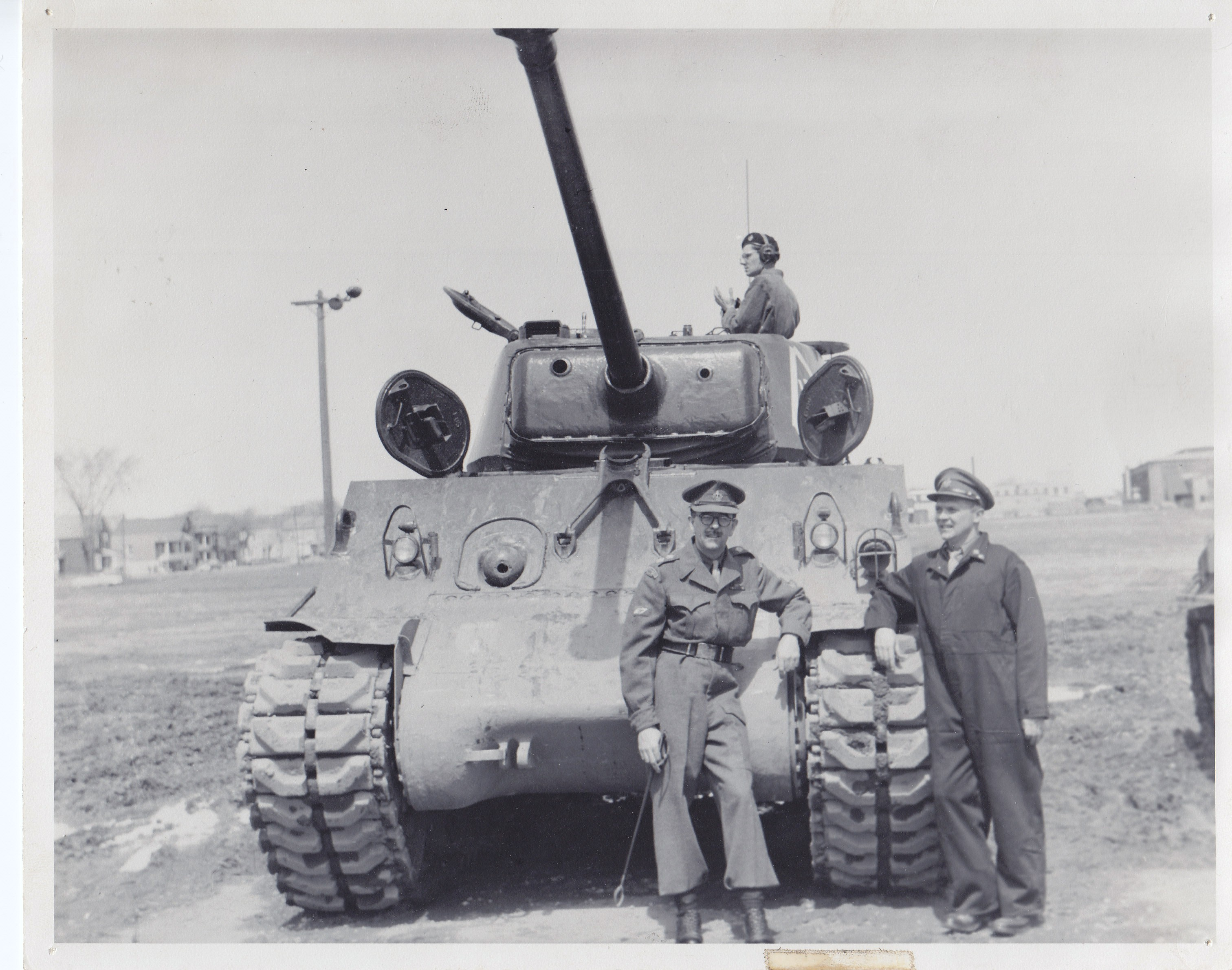
Des membres du Régiment de Hull en entraînement au camp Petawawa avec les nouveaux chars Sherman en 1954

Le 1er avril 1946, Le Régiment de Hull devient un régiment du Corps blindé abandonnant ainsi son rôle d'infanterie qu'il avait jusqu'alors et adoptant le nom de 21st Armoured Regiment (Régiment de Hull), RCAC, littéralement le « 21e Régiment blindé (Régiment de Hull), RCAC », où « RCAC » est l'abréviation pour Royal Canadian Armoured Corps, le nom anglais du Corps blindé royal canadien. Le 4 février 1949, il est renommé en Le Régiment de Hull (21st Armoured Regiment), littéralement « Le Régiment de Hull (21e Régiment blindé) ».

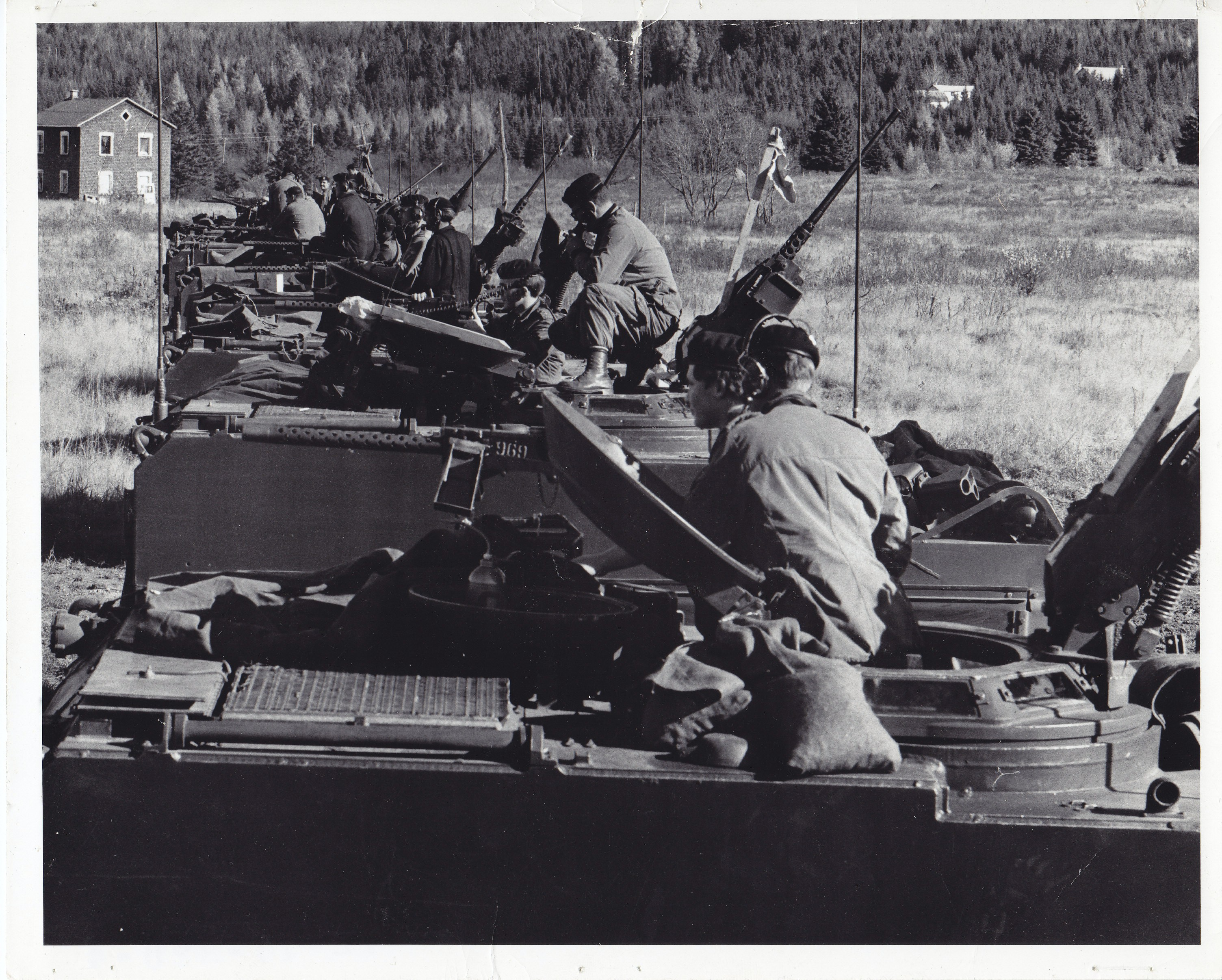
Troupe de reconnassaince du Régiment de Hull au camp Valcartier en 1976

Le 19 mai 1958, le régiment adopta son nom actuel. Son rôle évolua de nouveau dans les années 1970 en devenant une unité blindée légère et, dès 1974, le régiment devint une unité de reconnaissance blindée.
Des membres du régiment participèrent à des missions opérationnelles outremers notamment à Chypre, en Israël, en Haïti et en ex-Yougoslavie sous l'égide de l'OTAN ou de l'ONU ainsi qu'à des opérations domestiques pour venir en aide à la population canadienne comme ce fut le cas notamment lors de la crise du verglas en 1998 ainsi qu'Op LENTUS 2017 et 2019 (inondations en Outaouais).

## Insigne et devise
L'insigne du Régiment de Hull (CBRC) est une tour d'argent entourée d'un anneau d'azur liséré d'or portant l'inscription « Le Régiment de Hull » en lettres d'or sommé de la couronne royale, accosté de feuilles d'érable d'automne au naturel et soutenu d'un castor au naturel. Le tout est posé sur un listel d'azur liséré d'or portant l'inscription « On ne passe pas » en lettres d'or. « On ne passe pas » est la devise régimentaire.

## Honneur de bataille
- Afghanistan[3]